# Вещественные матрицы 2 × 2
Ассоциативная алгебра 2×2 вещественных матриц обозначается {\displaystyle M(2,\mathbb {R} )}. Две матрицы p и q в {\displaystyle M(2,\mathbb {R} )} имеют сумму {\displaystyle p+q}, определяемую сложением матриц. Произведение матриц p q образуется скалярным произведением строк и столбец сомножителей через операцию умножения матриц. Для
{\displaystyle q={\begin{pmatrix}a&b\\c&d\end{pmatrix}},}
пусть
{\displaystyle \quad q^{*}={\begin{pmatrix}d&-b\\-c&a\end{pmatrix}}.}
Тогда {\displaystyle qq^{*}=q^{*}q=(ad-bc)E}, где {\displaystyle E} — 2×2 единичная матрица. Вещественное число {\displaystyle ad-bc} называется определителем матрицы q. Если {\displaystyle ad-bc\neq 0}, q является невырожденной матрицей, и в этом случае
{\displaystyle q^{-1}=q^{*}\,/\,(ad-bc).}
Набор всех таких обратимых матриц формирует полную линейную группу {\displaystyle GL(2,\mathbb {R} )}. В терминах абстрактной алгебры {\displaystyle M(2,\mathbb {R} )} с операциями сложения и умножения образуют кольцо, а {\displaystyle GL(2,\mathbb {R} )} является его группой единиц. {\displaystyle M(2,\mathbb {R} )} является четырёхмерным векторным пространством, так что эта алгебра считается ассоциативной. Она изоморфна (как кольцо) кокватернионам, но с другой структурой.
2×2 вещественные матрицы находятся в один-к-одному соответствии с линейными отображениями двумерной прямоугольной системы координат в себя по правилу
{\displaystyle {\begin{pmatrix}x\\y\end{pmatrix}}\mapsto {\begin{pmatrix}a&b\\c&d\end{pmatrix}}{\begin{pmatrix}x\\y\end{pmatrix}}={\begin{pmatrix}ax+by\\cx+dy\end{pmatrix}}.}

## Структура
Внутри {\displaystyle M(2,\mathbb {R} )} умножение на вещественные числа единичной матрицы E можно считать вещественной прямой. Эта вещественная прямая является местом, где все коммутативные подкольца сходятся вместе:
Пусть {\displaystyle P_{m}=\{xE+ym:x,y\in \mathbb {R} \}} где {\displaystyle m^{2}\in \{-E,0,E\}}. Тогда {\displaystyle P_{m}} является коммутативным подкольцом и {\displaystyle M(2,\mathbb {R} )=\cup P_{m}}, где объединение осуществляется по всем m, таким, что {\displaystyle m^{2}\in \{-E,0,E\}}.
Для выявления таких матриц m сначала возведём в квадрат матрицу общего вида:
{\displaystyle {\begin{pmatrix}aa+bc&ab+bd\\ac+cd&bc+dd\end{pmatrix}}}.
Если a + d = 0, эта матрица становится диагональной.
Тогда предполагаем d = −a при поиске матриц m, образующих коммутативные подкольца. Если {\displaystyle mm=-E}, то получаем {\displaystyle bc=-1-aa}, уравнение гиперболического параболоида в пространстве параметров {\displaystyle (a,b,c)}. Такая матрица m выступает в качестве мнимой единицы. В этом случае подкольцо {\displaystyle P_{m}} изоморфно полю (обычных) комплексных чисел.
Если {\displaystyle mm=+E}, матрица m является инволютивной матрицей. Тогда уравнение {\displaystyle bc=+1-aa} также даёт гиперболический параболоид. Если матрица является идемпотентной, она должна находиться в Pm и в этом случае подкольцо Pm изоморфно кольцу двойных чисел.
В случае нильпотентной матрицы mm = 0 получается, когда только одна из величин b или c не равна нулю, а коммутативное подкольцо Pm является тогда копией плоскости дуальных чисел.
Если {\displaystyle M(2,\mathbb {R} )} преобразуется заменой базиса, эта структура изменяется в структуру сплит-кватернионов, где множества квадратных корней из E и -E принимают одинаковые формы в виде гиперболоидов.

## Сохраняющее площади отображение
Первое отображение отображает один дифференциальный вектор в другой:
{\displaystyle {\begin{pmatrix}du\\dv\end{pmatrix}}={\begin{pmatrix}p&r\\q&s\end{pmatrix}}{\begin{pmatrix}dx\\dy\end{pmatrix}}={\begin{pmatrix}p\,dx+r\,dy\\q\,dx+s\,dy\end{pmatrix}}.}
Площади измеряются с плотностью {\displaystyle dx\wedge dy}, дифференциальной 2-формой, которая использует внешнюю алгебру. Преобразованная плотность равна
{\displaystyle {\begin{aligned}du\wedge dv&{}=0+ps\ dx\wedge dy+qr\ dy\wedge dx+0\\&{}=(ps-qr)\ dx\wedge dy=(\det g)\ dx\wedge dy.\end{aligned}}}
Тогда сохраняющие площади отображения представляют собой группу
{\displaystyle SL(2,\mathbb {R} )}{\displaystyle =\{g\in M(2,\mathbb {R} ):det(g)=1\}}, специальную линейную группу. Если задана вышеупомянутая структура, любой такой g лежит в коммутативном подкольце Pm, представляющем вид комплексной плоскости, соответствующей квадрату m. Поскольку {\displaystyle gg^{*}=E}, возможны три варианта:
- {\displaystyle mm=-E} и g лежит на окружности евклидовых поворотов
- {\displaystyle mm=E} и g лежит на гиперболе отображений сжатия[англ.]
- {\displaystyle mm=0} и g лежит на прямой отображений сдвига[англ.]

Обсуждая планарные аффинные отображения, Рафаэль Артци сделал аналогичное деление случаев планарного линейного отображения в своей книге Линейная геометрия (1965).

## Функции на 2 × 2 вещественных матрицах
Коммутативные подкольца алгебры {\displaystyle M(2,\mathbb {R} )} определяют теорию функций. В частности, три типа подплоскостей имеют собственные алгебраические структуры, которые определяют значение алгебраических выражений. Соглашения для функции «квадратный корень» и «логарифмической функции» помогают проиллюстрировать ограничения, вытекающие из свойств каждого типа подплоскостей Pm, описанных выше.
Концепция единичной компоненты группы единиц подкольца Pm приводит к полярному разложению элементов группы единиц:
- Если {\displaystyle mm=-E}, то {\displaystyle z=\rho \exp({\theta }m)}.
- Если {\displaystyle mm=0}, то {\displaystyle z=\rho \exp(sm)} или {\displaystyle z=-\rho \exp(sm)}.
- Если {\displaystyle mm=E}, то {\displaystyle z=\rho \exp(am)}, или {\displaystyle z=-\rho \exp(am)} или {\displaystyle z=m\rho \exp(am)} или {\displaystyle z=-m\rho \exp(am)}.

В первом случае {\displaystyle \exp(\theta m)=\cos(\theta )+m\sin(\theta )}. В случае дуальных чисел {\displaystyle \exp(sm)=1+sm}. Наконец, в случае расщепляемых комплексных чисел имеется четыре компоненты в группе единиц. Единичная компонента параметризуются переменной ρ и {\displaystyle \exp(am)=\mathrm {ch} \,a+m\mathrm {sh} \,a}.
Теперь {\displaystyle {\sqrt {\rho \exp(am)}}={\sqrt {\rho }}\exp(am/2)} независимо от подплоскости Pm, но аргументы функции должны быть взяты из единичной компоненты её группы единиц. Половина плоскости теряется в случае структуры дуальных чисел. Три четверти плоскости нужно исключить в случае структуры двойных чисел.
Аналогично, если {\displaystyle \rho \exp(am)} является элементом единичной компоненты группы единиц плоскости, ассоциированной с 2×2 матрицей m, то значением логарифмической функции будет {\displaystyle \log \rho +am}. На область определения логарифмической функции накладываются те же ограничения, что и на функцию «квадратный корень», описанную выше, — половина или три четверти Pm должны быть исключены в случаях mm = 0 или {\displaystyle mm=E}.
Дальнейшее описание теории для структуры {\displaystyle \mathbb {C} } можно найти в статье «Комплексные функции», а для структуры расщепляемых комплексных чисел — в статье Моторная переменная.

## 2 × 2 вещественные матрицы как комплексные числа
Любую 2×2 вещественную матрицу можно интерпретировать как одно из трёх типов (обобщённых) комплексных чисел — стандартные комплексные числе, дуальные числа и  расщепляемые комплексные числа. Выше, алгебра 2×2 матриц структурирована как объединение комплексных плоскостей, разделяющих одну и ту же вещественную ось. Эти плоскости представляются как коммутативные подкольца Pm. Мы можем определить, какой комплексной плоскости принадлежит данная 2×2 матрица, и классифицировать, какого рода комплексные числа представляет данная плоскость.
Рассмотрим 2×2 матрицу
{\displaystyle z={\begin{pmatrix}a&b\\c&d\end{pmatrix}}.}
Мы ищем комплексную плоскость Pm, содержащую матрицу z.
Как было отмечено выше, квадрат матрицы z диагонален, если a + d = 0. Матрица z должна быть выражена в виде суммы единичной матрицы E с коэффициентом и матрицы на гиперплоскости a + d = 0. Проектируя z на все эти подпространства {\displaystyle \mathbb {R} ^{4}}, получим
{\displaystyle z=xI+n,\quad x={\frac {a+d}{2}},\quad n=z-xI.}
Более того,
{\displaystyle n^{2}=pI}, где {\displaystyle p={\frac {(a-d)^{2}}{4}}+bc}.
Тогда z принадлежит одному из трёх типов комплексных чисел:
- Если p < 0, то это обычное комплексное число:

Пусть {\displaystyle q=1/{\sqrt {-p}},\quad m=qn}. Тогда {\displaystyle m^{2}=-I,\quad z=xI+m{\sqrt {-p}}}.
- Если p = 0, то это дуальное число:

{\displaystyle z=xI+n}.
- Если p > 0, то z является двойным числом:

Пусть {\displaystyle q=1/{\sqrt {p}},\quad m=qn}. Тогда {\displaystyle m^{2}=+I,\quad z=xI+m{\sqrt {p}}}.
Аналогично, 2×2 может быть выражена в полярных координатах с учётом, что имеются две связные компоненты группы единиц на плоскости дуальных чисел и четыре компоненты на плоскости двойных чисел.